# Acanthoclinus matti
Acanthoclinus matti är en fiskart som först beskrevs av Hardy, 1985.  Acanthoclinus matti ingår i släktet Acanthoclinus och familjen Plesiopidae. Inga underarter finns listade i Catalogue of Life.